# Кишинівська водонапірна вежа

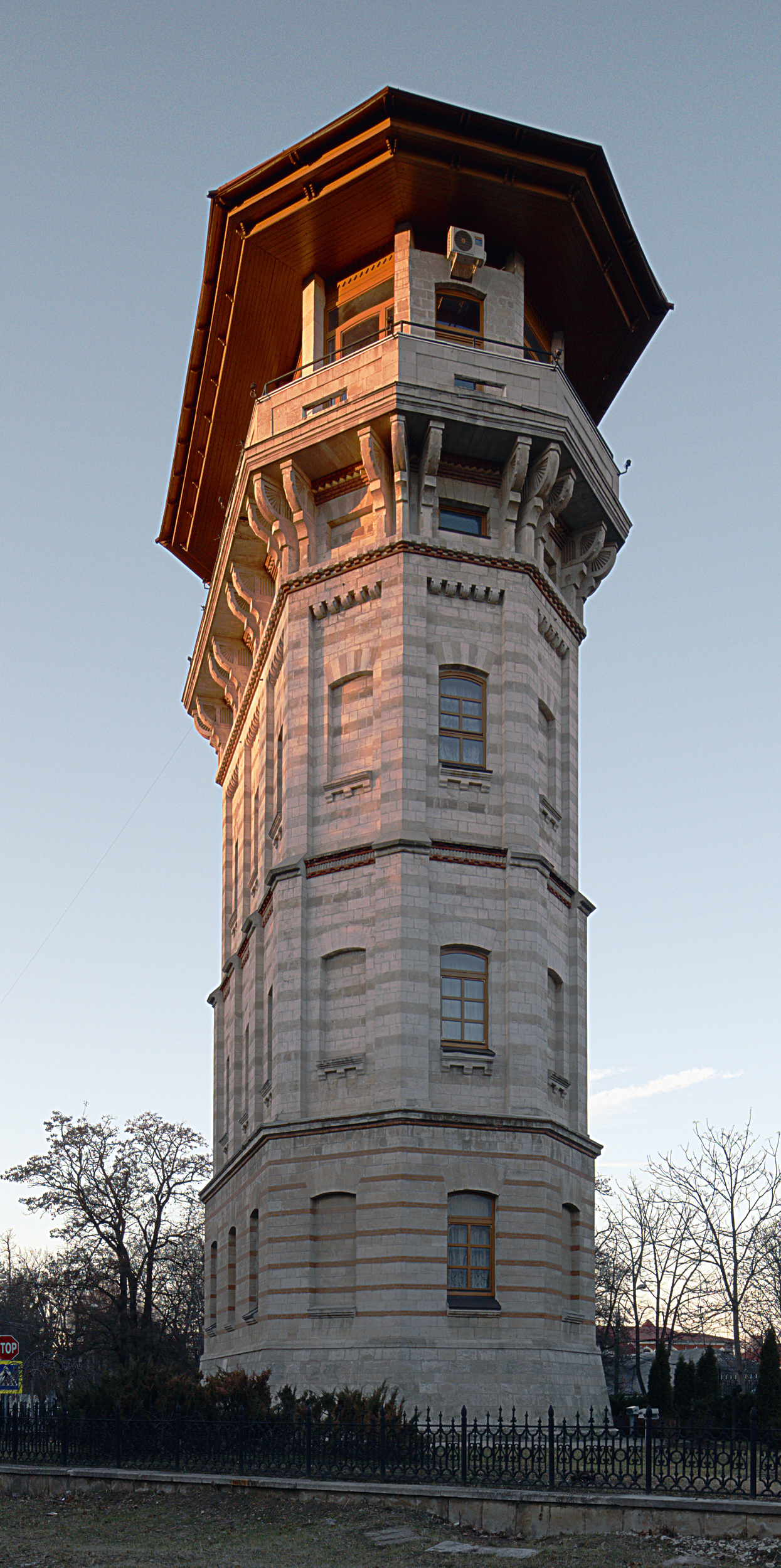
Вигляд водонапірної вежі зі сходу

Кишинівська водонапірна вежа — архітектурний пам’ятник міста Кишинів, Молдова, розташована на вулиці Митрополита Бенулеску-Бодоні № 2 і побудована в кінці 19 століття за проектом Олександра Бернадацці. Він був основною частиною водосистеми Кишиніву. Верхній рівень був побудований з дерева і був зруйнований землетрусом. Він був перебудований між 1980 і 1983 роками. Нині в ньому знаходиться Міський музей Кишинева, який містить експонати з 15 по 20 століття. Верхній рівень — це простір для виставок як спадщини, так і сучасних картин і фотографій, а також різноманітних культурних заходів.

## Історія
Щойно вежу було завершено, міська влада відкрила першу в місті каналізаційну мережу, яка була запланована під час каденції мера Керол Шмідт. Вежа почала обслуговувати центральну частину міста, місткістю біля 2000 тонн води на день.
До 1940 року це була водонапірна вежа, а з того року – пожежна будівля, на верхньому рівні якої містився резервуар для води. У 1971 році його було перетворено на музей.

## Структура
Висота вежі становить 22 метра. Стіни побудовані з місцевої породи, з деякими рядами цегли. Їхня ширина коливається від 50 сантиметрів на верхньому рівні до 2 метрів на нижньому. Всередині гвинтові сходи. Під час ремонту вежі встановили ліфт. Короткий час у цій будівлі знаходився музей історії Кишинева.
Будівля зазнала значних структурних пошкоджень під час землетрусів Вранча 1990 року, і в результаті була закрита на 10 років. Музей ненадовго відкрився у 2000 році, і невдовзі після цього вежу почали реконструювати. Реставраційні роботи завершено у 2011 році, з незначними покращеннями у 2013 році.
Подібна вежа була побудована на перехресті вулиць Василе Александрі та Вероніки Мікл, але її більше не існує.